# Heukuppe
Heukuppe är ett berg i Österrike.   Det ligger i distriktet Bruck-Mürzzuschlag och förbundslandet Steiermark, i den östra delen av landet, 80 km sydväst om huvudstaden Wien. Toppen på Heukuppe är 2 007 meter över havet.
Terrängen runt Heukuppe är kuperad söderut, men norrut är den bergig. Närmaste större samhälle är Mürzzuschlag, 9,2 km söder om Heukuppe. 
I omgivningarna runt Heukuppe växer i huvudsak blandskog. Runt Heukuppe är det ganska tätbefolkat, med 67 invånare per kvadratkilometer.